# ماركوس وليامز (لاعب كرة قدم)
ماركوس وليامز (بالإنجليزية: Marcus Williams)‏ (و. 1991  م) هو لاعب كرة قدم أمريكية، من الولايات المتحدة، ولد في منيابولس، مينيسوتا، يلعب كظهير خلفي ‏.

## التعليم
تعلم في Hopkins High School ‏.